# Youngina capensis
La youngina (Youngina capensis) è un rettile estinto appartenente agli eosuchi. Visse nel Permiano superiore (circa 250 milioni di anni fa) e i suoi resti sono stati ritrovati in Sudafrica.

## Descrizione
Simile a una lucertola, questo animale era lungo al massimo una quarantina di centimetri. Possedeva un cranio piccolo e tipicamente diapside; la bocca possedeva numerosi piccoli denti acuminati, mentre le orbite erano piuttosto grandi. Il corpo, snello e allungato, era seguito da una lunga coda e le zampe possedevano dita molto lunghe. Secondo uno studio, la youngina possedeva un carattere evoluto costituito dalla presenza di articolazioni intervertebrali in aggiunta alle classiche articolazioni.

## Classificazione
Fin dalla sua descrizione, avvenuta nel 1914 da parte di Robert Broom, la youngina è stata considerata il classico modello di diapside primitivo. L'intero gruppo degli eosuchi è stato descritto a partire da questo animale, e anche negli studi successivi la youngina è stata spesso considerata un potenziale antenato di tutti gli altri rettili diapsidi (lepidosauri e arcosauri). Ulteriori studi hanno permesso di dimostrare non solo che gli eosuchi non erano strettamente imparentati con gli arcosauri, ma che la stessa youngina possedeva caratteristiche evolute (ad esempio le articolazioni intervertebrali) che la escluderebbero dal ruolo di antenato dei lepidosauri. Le parentele di questa forma sono invece da ricercare presso la famiglia dei tangasauridi (Tangasauridae), altri piccoli rettili simili a lucertole del Permiano africano. Tra gli anni '30 e '40 vennero descritti da Broom altri due generi simili (Youngopsis e Youngoides), ma attualmente sono considerati sinonimi della specie Youngina capensis.

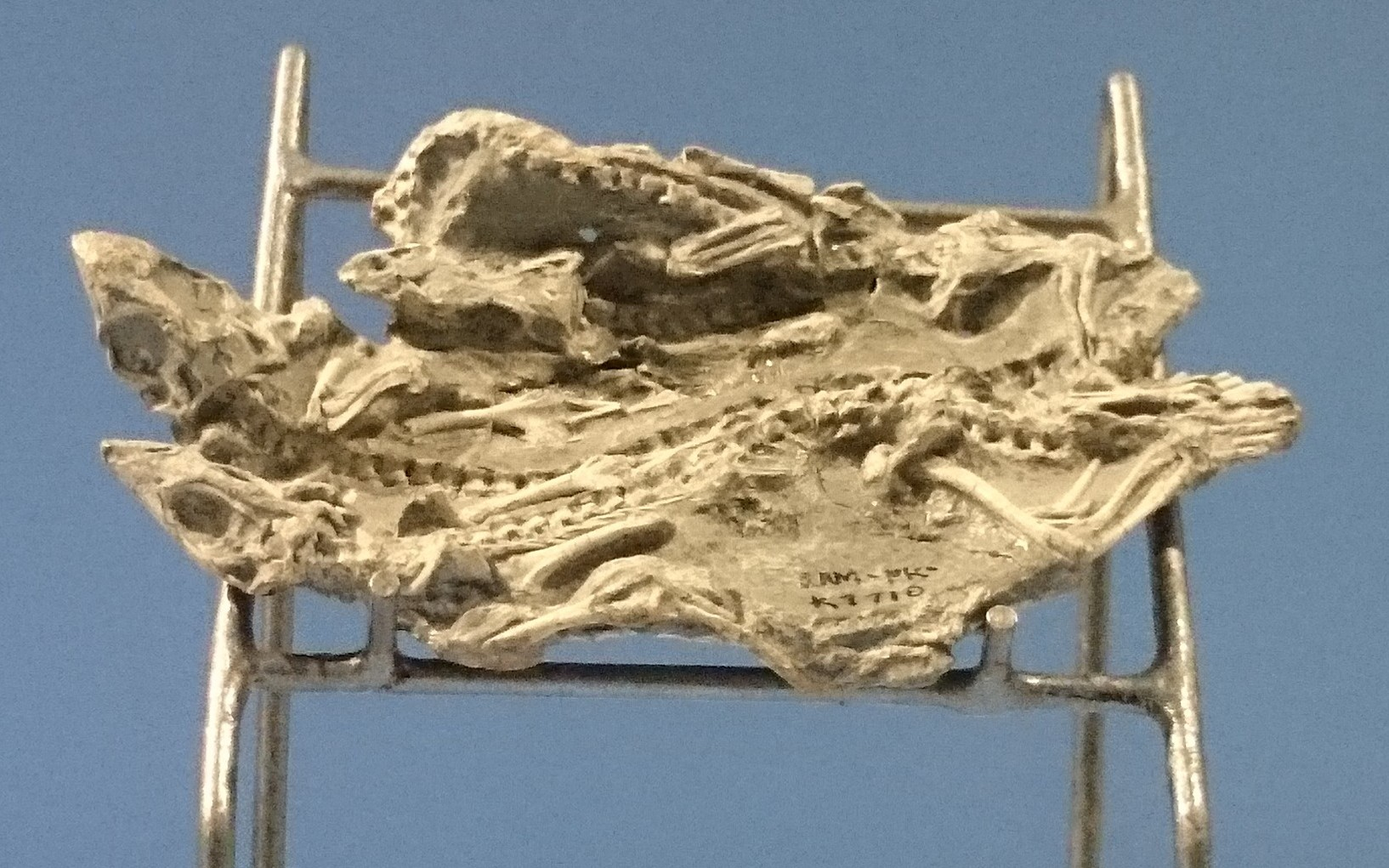
Scheletri di Youngina capensis conservatisi l'uno accanto all'altro

## Stile di vita
Gli adattamenti scheletrici di Youngina hanno portato a ritenenre che questo fosse un animale pienamente terrestre, che probabilmente si cibava di insetti e usava la sua agilità per sfuggire ai predatori. Un interessante ritrovamento è costituito da cinque giovani esemplari di youngina, ammassati l'un contro l'altro. L'ottimo stato di conservazione e la postura degli esemplari fanno pensare che questi animali fossero morti in una tana, e che probabilmente Youngina adottasse un comportamento di gruppo simile a quello delle lucertole per difendersi dalle avverse condizioni climatiche (Smith ed Evans, 1995).